# Parigi-Troyes 2011
La Parigi-Troyes 2011, cinquantatreesima edizione della corsa e valida come evento dell'UCI Europe Tour 2011 categoria 1.2, si svolse il 13 marzo 2011 su un percorso totale di circa 172,1 km. Fu vinto dal francese Jonathan Hivert che terminò la gara in 3h42'41", alla media di 46,398 km/h.
All'arrivo 124 ciclisti portarono a termine il percorso.

## Ordine d'arrivo (Top 10)
| Pos. | Corridore        | Squadra       | Tempo    |
| ---- | ---------------- | ------------- | -------- |
| 1    | Jonathan Hivert  | Saur-Sojasun  | 3h42'41" |
| 2    | Gianni Meersman  | FDJ           | s.t.     |
| 3    | Mathieu Drujon   | BigMat        | s.t.     |
| 4    | Daniel Díaz      | La Pomme Mar. | s.t.     |
| 5    | Steve Chainel    | FDJ           | a 5"     |
| 6    | Johan Mombaerts  | BigMat        | s.t.     |
| 7    | Jean-Marc Marino | Saur-Sojasun  | a 9"     |
| 8    | Nacer Bouhanni   | FDJ           | s.t.     |
| 9    | Jimmy Casper     | Saur-Sojasun  | s.t.     |
| 10   | Laurent Pichon   | Bretagne      | s.t.     |